# Конжаковский Камень
Конжако́вский Ка́мень — гора в южной части Северного Урала, в городском округе Карпинск Свердловской области (Россия). Одна из высочайших вершин Уральских гор (1569 м). Сложена пироксенитами, дунитами и габбро. В нижней части склоны покрыты хвойными лесами, а с высоты 900—1000 м — горной тундрой и каменными россыпями. Названа по имени охотника-вогула Конжакова, юрта которого некогда стояла у основания горы.

## География
Под термином «Конжак» среди туристов обычно понимается горный туристический район Северного Урала, включающий ряд вершин, расположенных вблизи пос. Кытлым Свердловской области в пределах листа O-40-023 топографической карты. В этот район входит хребет, т. н. «Конжаковский массив», включающий г. Конжаковский Камень, вытянутый преимущественно с запада на восток, а также несколько вершин, расположенных южнее и севернее этого хребта.
Конжаковский массив включает Серебрянский хребет на востоке (вытянут с З на В, высота до 1100—1300 м) и «Конжаковский» хребет на западе (вытянут с Ю-З на С-В, высота до 1100—1500 м).
Серебрянский хребет включает гора Серебрянский Камень (1305 метра) — наивысшую точку хребта, характеризуется большим количеством скал на гребне (скальная зубчатка), имеет отроги, протягивающиеся на север и юг. Северный отрог — низкий и узкий, с высотой до 997 метра, южный — широкий, до 1100 метра. Хребет имеет категорийные перевалы: пер. Серебрянское Плато (1100 метра), пер. Серебрянский (1170 метра), пер. Серебрянский Западный (1100 метра).
Конжаковский хребет включает вершины: г. Трапеция (1253 метра), г. Южный Иов (1311 метра), г. Северный Иов (1263 метра), г. Конжаковский Камень (1570 метра), г. Тылайский Камень (1471 метра), г. Острая Косьва (1403 метра). Выдающимися местами на хребте являются Иовское плато с высотой до 1100—1200 метра с озером (урез воды 1125 метра), Иовский Провал (восточный склон Иовского плато) — скалы, круто обрывающиеся в долину р. Полудневая, Тылайский Провал — крутой юго-западный склон г. Тылайский Камень, «Поляна Художников» — поляна в лесу в долине река Конжаковка, популярное у туристов место для стоянок. От трассы Карпинск — Кытлым до вершины Конжаковского Камня тянется марафонная тропа с километровой разметкой (протяжённость в одну сторону — 21 километр). Категорийные перевалы: пер. Конжаковский (Иовские Ворота, 1230 метра), пер. Иовский Провал (1125 метра), пер. Иовский Восточный (1150 метра), пер. Трапеция (1150 метра), пер. Катышерский Северный (1340 метра), пер. Тылайское Седло (1360 метра) и другие.
Южнее Конжаковского массива расположен массив Казанского камня с вершинами: гора Казанский Камень (1200 метра), г. Семичеловечья (1035 метра), г. Первый Бугор (932 метра), г. Второй Бугор (1041 метра), г. Третий Бугор (983 метра), г. Колпак (956 метра). Отдельные вершины: г. Косьвинский Камень (1520 метра), г. Катышер (912 метра). Севернее Конжаковского массива две вершины: г. Буртым (1149 метра) и г. Ощий Камень (1064 метра).
Со склонов перечисленных хребтов берут начало реки Катышёр, Конжаковка, Серебрянка, Серебрянка 2-я, Серебрянка 3-я, Иов, Полудневая, впадающие в река Лобва, которая относится к бассейну Северного Ледовитого океана.
В этом туристическом районе, кроме популярных некатегорийных походов, по «марафонке» до вершины Конжаковского камня возможно совершение категорийных пеших, лыжных и горных походов. На марафонской трассе длиной 42 км от трассы Карпинск — Кытлым до вершины Конжака и обратно ежегодно в первую субботу июля проводится международный горный марафон «Конжак», собирающий до 2 тыс. участников. Категория сложности — 1А, 1Б (с востока через перевал Иовский провал).

## История
Первым из учёных на вершину горы поднялся русский академик И. И. Лепёхин в 1771 году, а в 1866 году — горный инженер Х. Я. Таль. В 1853 году учёный Э. К. Гофман водрузил на вершине горы деревянный крест. 26 июня 2014 года на вершине горы был установлен деревянный крест высотой 3,5 м.

## Галерея

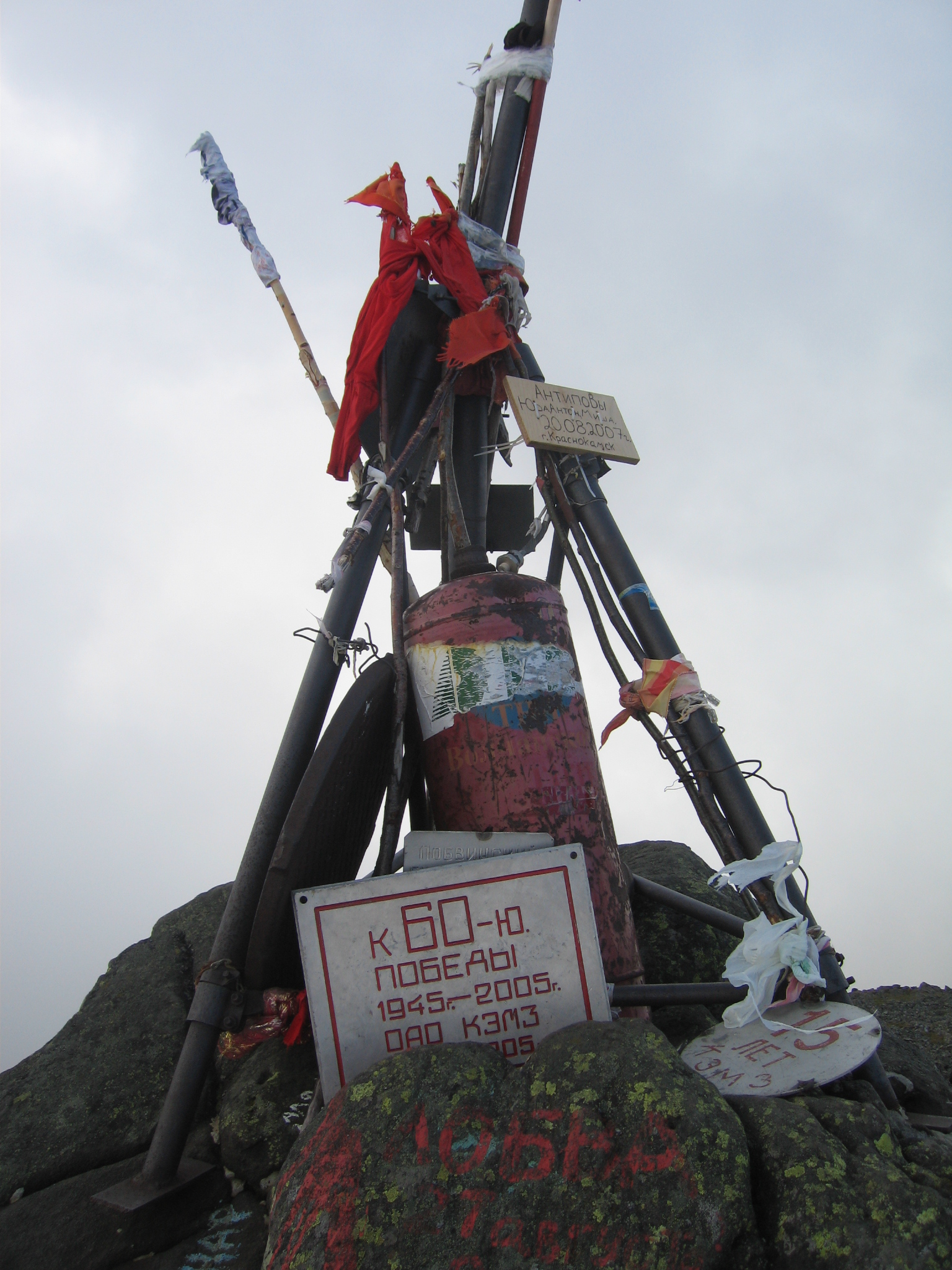
Вершинный тур
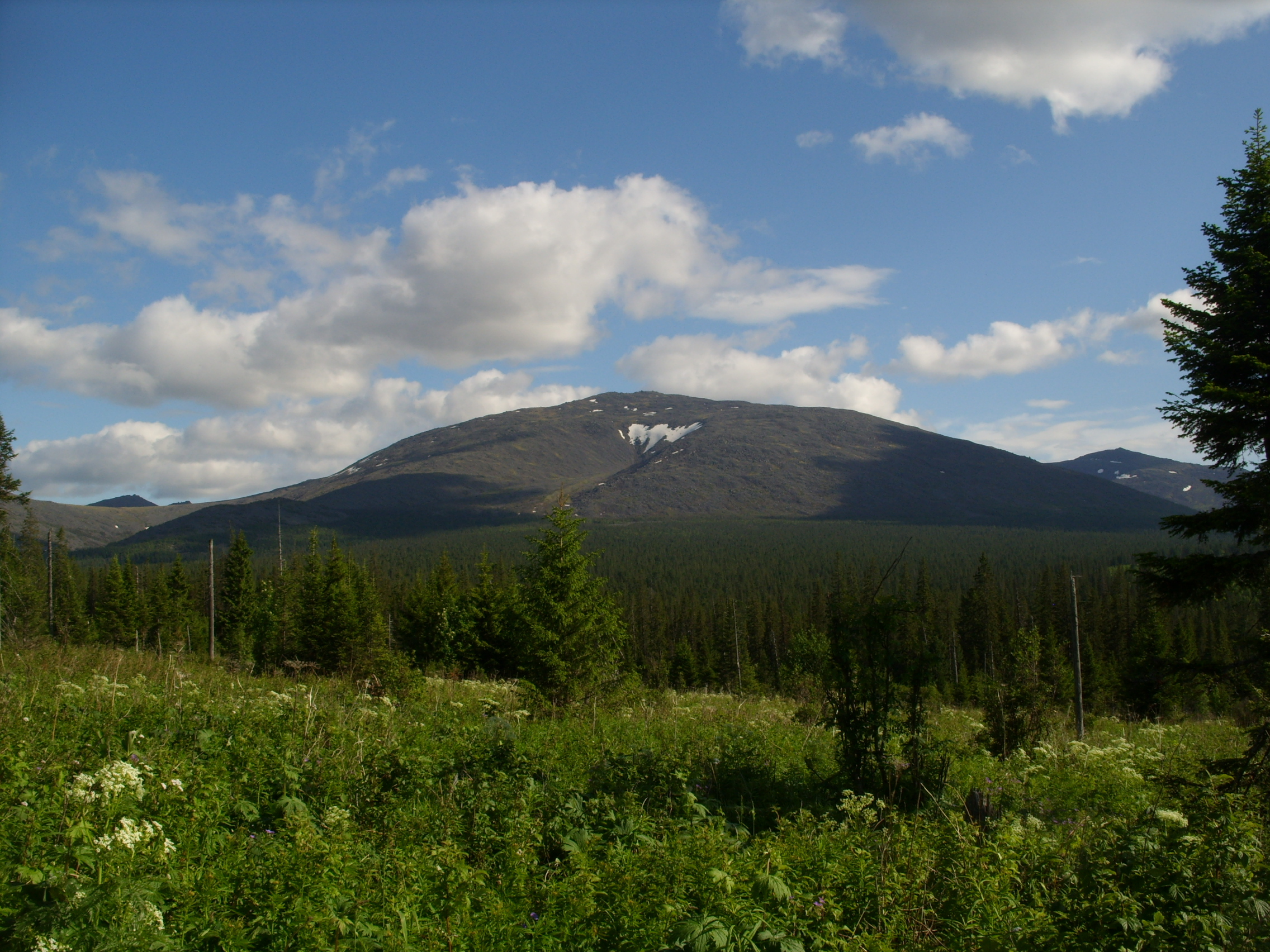
Северный склон
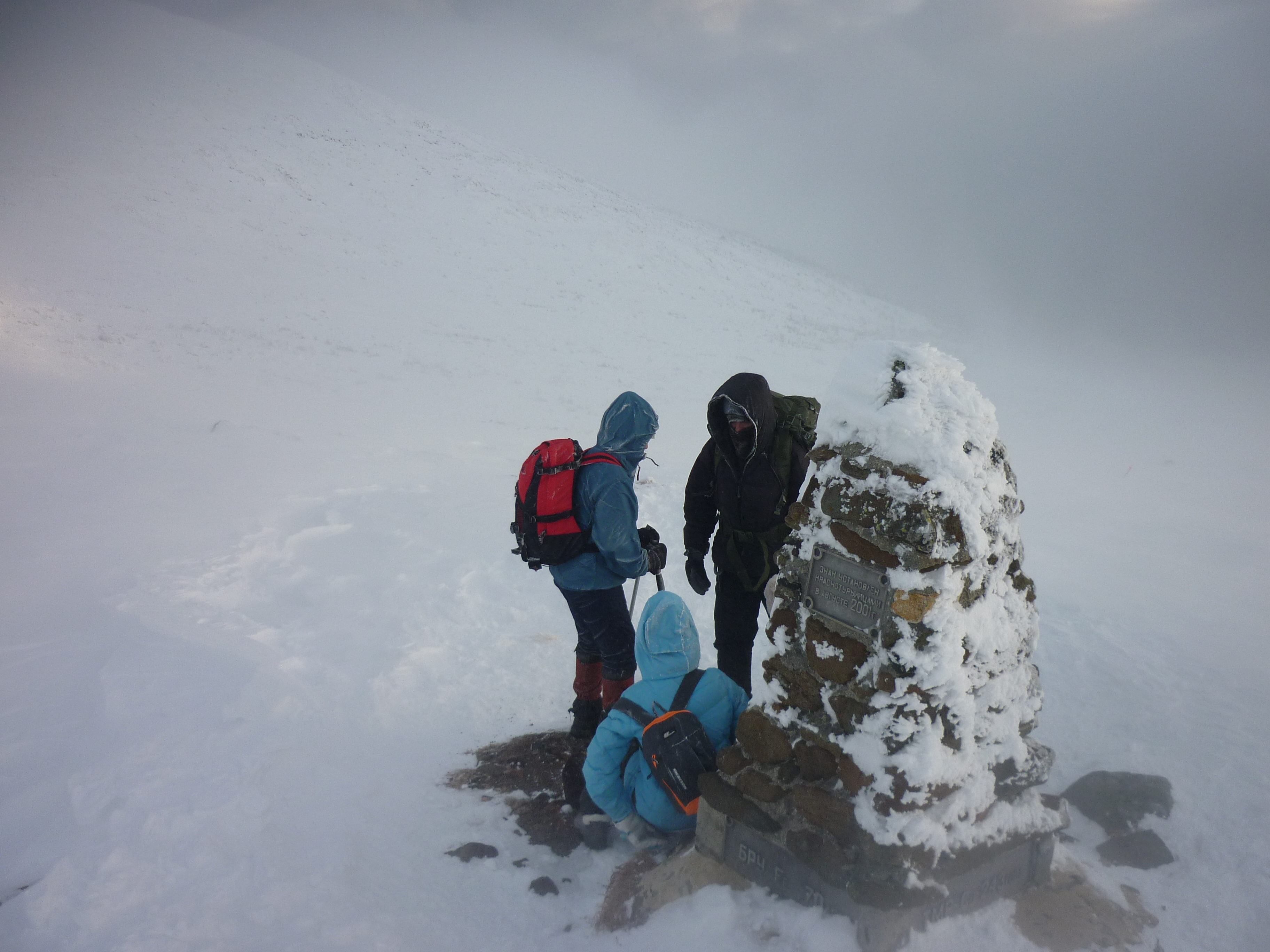
Стела на горе
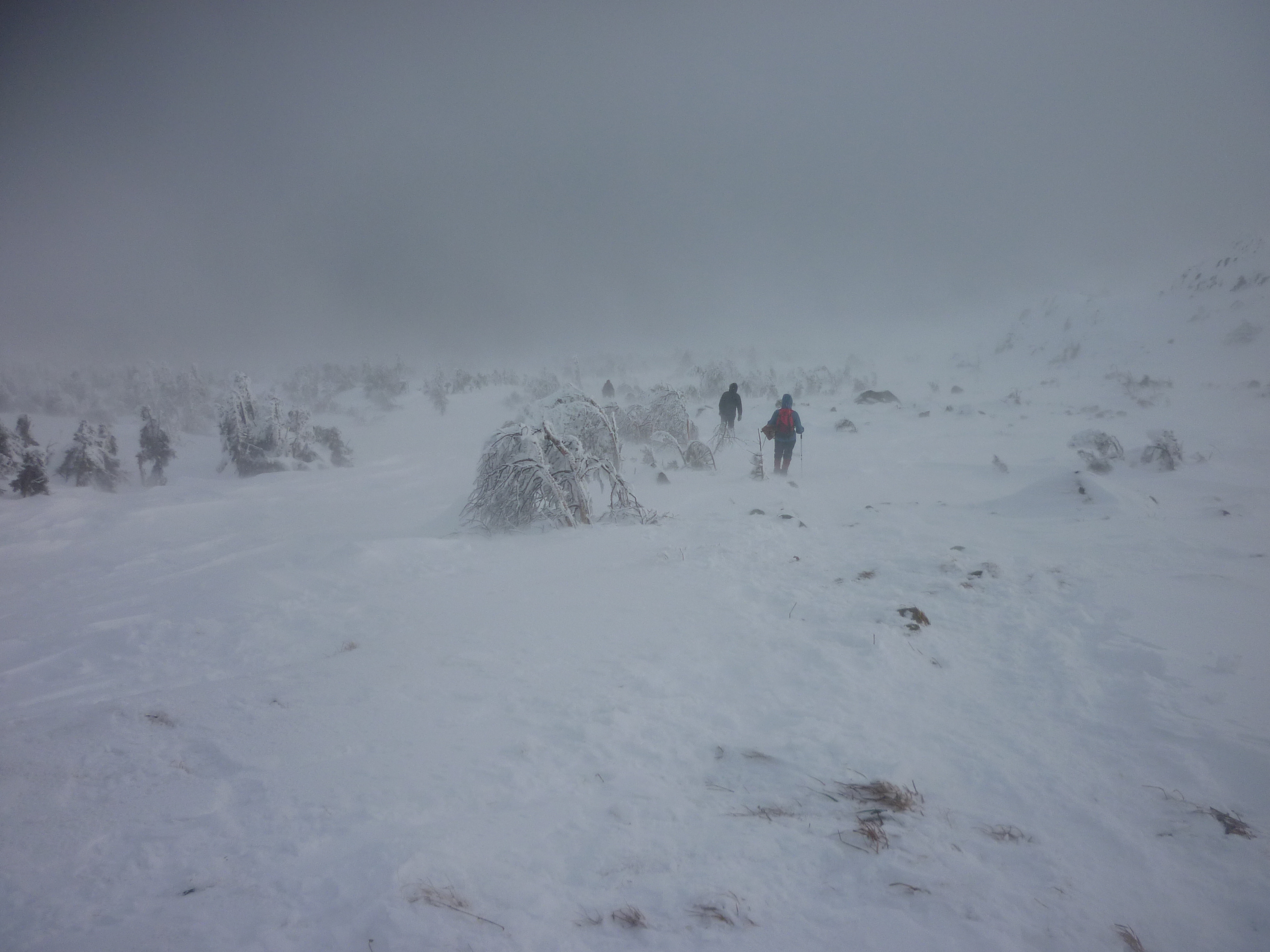
Восхождение в ноябре 2017